# A Day Without Me
"A Day Without Me" é o primeiro single do álbum de estréia Boy, da banda irlandesa U2. Lançado em agosto de 1980, foi o segundo single da banda com a Island Records.

## Faixas
| N.º | Título                  | Duração |  |
| 1.  | "A Day Without Me"      | 3:12    |  |
| 2.  | "Things to Make and Do" | 2:14    |  |